# Kings of the Turf
Kings of the Turf ist ein US-amerikanischer Kurzfilm aus dem Jahr 1941. 

## Handlung
Der Film erzählt von Mortimer, einem Pferd der Rasse American Standardbred, der auf einer kalifornischen Zuchtfarm geboren wurde. Noch als Fohlen wird er von einem Trainer begutachtet, der entscheidet, ob er als Traber, Galopper oder als Showpferd eingesetzt werden soll. Mortimer soll ein Traber werden. Es werden die Unterschiede zwischen den drei Arten gezeigt. Auch das spezielle Regelwerk wird erklärt. Es wird Mortimers Training und sein erstes Rennen gezeigt.

## Auszeichnungen
1942 wurde der Film in der Kategorie Bester Kurzfilm (One-Reel) für den Oscar nominiert.

## Hintergrund
Die Produktion der Warner Bros. wurde am 27. September 1941 uraufgeführt.
Sprecher des Films war Knox Manning. 
Der Film war Teil der Sports Parade-Serie, die Warner Bros. 1941 und 1942 veröffentlichte.